# Contea di Pendleton (Virginia Occidentale)
La contea di Pendleton ( in inglese Pendleton County ) è una contea dello Stato della Virginia Occidentale, negli Stati Uniti. La popolazione al censimento del 2000 era di 8 196 abitanti. Si trova nel panhandle orientale dello stato e il capoluogo di contea è Franklin.